# 439 Ohio
439 Ohio è un asteroide della fascia principale del sistema solare del diametro medio di circa 76,57 km. Scoperto nel 1898, presenta un'orbita caratterizzata da un semiasse maggiore pari a 3,1364807 UA e da un'eccentricità di 0,0613150, inclinata di 19,16574° rispetto all'eclittica.
Il suo nome è dedicato all'omonimo stato federato degli Stati Uniti d'America e al fiume da cui questo prende il nome.